# المسجد الكبير في قلعة حلب
مسجد قلعة حلب الكبير أحد معالم قلعة حلب الهامة، وعلى الرغم من أنّ معظم المنشآت المُشاهدة في القلعة قد بُنيت في الفترة الأيوبية /القرنين 12 -13 للميلاد/ إلا أنها تضم شواهد تعود لمختلف الفترات التاريخية، ومن هذه المعالم ما يُسمى المسجد الكبير أو المسجد الفوقاني.

## تاريخ البناء
تشير الكتابة الموجودة على المدخل أنّ الملك الظاهر «غازي الأيوبي» هو الذي أمر بإنشائه وذلك في العام 610 هجرية / 1215 ميلادية.

## وصف البناء
يُعتبر «المسجد الكبير» من المعالم التاريخية والدينية الهامة في «قلعة حلب» ويقع بجوار سور القلعة الشمالي مطلاً على مدينة «حلب» ويتألف من قبلية وفسحة داخلية سماوية في وسطها بحرة ماء ويحيط بها رواق يأتي بعده عدة غرف ذات نوافذ صغيرة يمكن أن تُستخدم كمرام للسهام حين الضرورة، وللمسجد أيضاً مئذنة أيوبية مربعة الشكل وداخله محرابان.
يظن أنّ المسجد كان يضم مدرسةً ينهل الطلاب من معين مشايخها ويقيمون في الغرف الموجودة خلف الرواق، وتشير إلى ذلك كتابة موجودة على واجهة المدخل الرئيسي للمسجد إلى يسار الساكف وتعود إلى العصر المملوكي 865 -866 هجرية.
وهناك كتابات عربية على مدخل المسجد ومن أهمها: أولاً نص تدشيني ويتضمن/ بسم الله الرحمن الرحيم، أمر بعمله مولانا السلطان الملك الظاهر العالم العادل المجاهد المؤيد المظفر المنصور غياث الدنيا والدين أبو المظفر «الغازي بن الملك الناصر صلاح الدين يوسف بن أيوب» خلّد الله ملكه سنة عشر وستمائة/، يعود تاريخ الكتابة إلى العام 610 هجرية 1215 ميلادية وتبلغ أبعادها 65x45 سم وهي منفّذة على حجر طويل بشكل ساكف للمدخل ومؤلفة من ثلاثة اسطر نسخي أيوبي.
والكتابة الثانية وهو فرمان سلطاني ويتضمن/ أدام الله العز والبقاء لمولانا السلطان الملك الظاهر «أبي سعيد خشقدم» عز نصره، رسمه الأمير الكبير المخذومي «تغري بردى الظاهري» نائب القلعة بحلب عز نصره بأن لا يسكن أحد في هذا الجامع ولا يبيت فيه إلا أن يشهد الصلاة أو لا يجدد خلاف تغير على مخالفته وعليه لعنة الله ولعنة الملائكة إلى يوم الدين/، ويعود تاريخ هذه الكتابة إلى العام 865 -866 هجرية 1460 -1461 ميلادية وهي مكتوبة على واجهة مدخل المسجد إلى يسار الساكف وتبلغ أبعادها 60×65 سم ومؤلفة من ستة أسطر وهي من الخط النسخي المملوكي.

## أقسام المسجد
في باحة المسجد من الجهة الشمالية توجد مجموعة من الغرف الصغيرة والمبنية على نسق واحد ولهذه الغرف رواق يستند إلى دعائم ضخمة، وفي كل الجدار الشمالي لكل غرفة الذي هو بمثابة سور القلعة الشمالي كوة واحدة لرمي السهام من الجهة التي تطل على سفح التل الشمالي.
وفي الزاوية الشمالية الشرقية توجد مئذنة مربعة الشكل ارتفاعها 20 متراً يُصعد إليها بواسطة 78 درجة حجرية وتتألف من ثلاثة طوابق أما مدخلها /أي المئذنة/ فهو واقع في الجهة الشرقية، كما يوجد داخل قبلية المسجد محراب حجري مقنطر له زوايا بارزة حُدد وسطه بواسطة قبة.